# Flughafen Alice Springs

i8
i11
i13

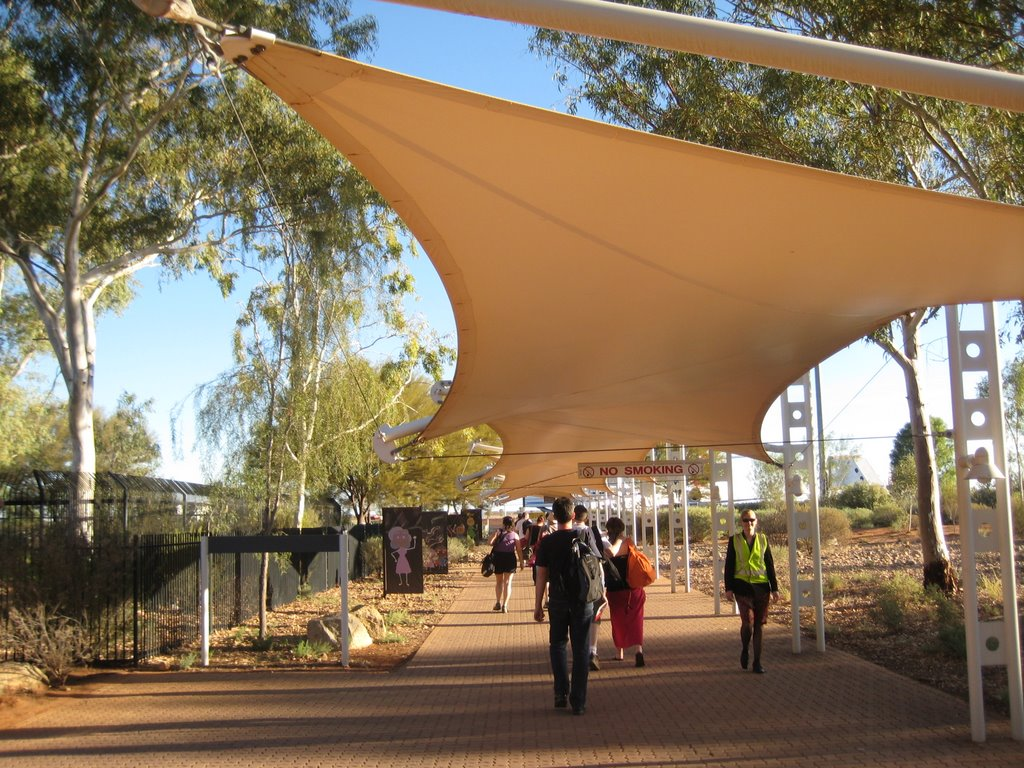
Gehweg vom Terminal zum Flugfeld

Der Flughafen Alice Springs (englisch Alice Springs Airport, IATA-Code: ASP, ICAO-Code: YBAS) ist ein etwa 14 Kilometer südlich der australischen Stadt Alice Springs im Northern Territory gelegener Flughafen.

## Geschichte
Errichtet wurde der Flughafen 1940 für das Militär. Er wurde hauptsächlich von dem Royal Air Transport und der United States Air Force genutzt, um Truppen und Versorgungsgüter in die Region zu bringen. Der Flughafen wurde schnell zu einem wichtigen Stützpunkt der Royal Australian Air Force während des Zweiten Weltkriegs. Dieser Teil des Flughafens, genannt Seven Mile Aerodrome, wurde am 13. September 2005 von der Regierung des Northern Territory unter Denkmalschutz gestellt.
Alice Springs Airport wurde der Flughafen offiziell ab 1958 genannt. Heute wird er nur zivil genutzt und ist neben dem unmittelbar am Ayers Rock gelegenen Connellan Airport ein möglicher Ausgangspunkt für Reisende auf dem Weg in den Uluru-Kata-Tjuta-Nationalpark.

## Infrastruktur
Der Flughafen verfügt über zwei Start- und Landebahnen mit Längen von 2438 und 1133 Metern. Auf dem Vorfeld sind neun Parkpositionen für Verkehrsflugzeuge vorhanden, vom Flugzeug zum Terminal geht man meist zu Fuß.
Heute besteht der Flughafen aus einem 1991 neu erbauten, 10.000 m² großen Terminal.
Die Anbindung an die Stadt erfolgt mit Taxi- und Shuttle-Bus-Service. Auch sind zahlreiche international tätige Autovermietungsfirmen vor Ort.
Eine kleine Shopping-Zeile bietet lokales Kunsthandwerk der Aborigines, Opale und Edelsteine, Outback-Sportkleidung, Bücher und Zeitschriften sowie ein Steh-Café mit Bierausschank und Snacks.

## Ziele
Der Flughafen Alice Springs wird ausschließlich für inneraustralische Flüge genutzt. Die nächstliegenden internationalen Flughäfen sind in Darwin (1521 km nördlich) und Adelaide (1533 km südlich).
Auf direktem Wege werden die Städte Darwin, Cairns, Townsville, Brisbane, Sydney, Melbourne, Adelaide und Perth angeflogen.
Kleinere Maschinen fliegen nach Yulara zum Uluru.